# Willi Reich

Willi Reich (ca. 1950)

Willi Reich (geboren 27. Mai 1898 in Wien, Österreich-Ungarn; gestorben 1. Mai 1980 in Zürich) war ein österreichisch-schweizerischer Musikwissenschaftler und Musikkritiker. Er wuchs in Wien auf und lebte seit 1938 in der Schweiz. Bekannt geworden ist er vor allem als Verfasser von Monografien über die Komponisten der Zweiten Wiener Schule. Außerdem übersetzte Reich das Werk von August Strindberg ins Deutsche.  

## Leben und Werk
Willi (Wilhelm) Reich verfolgte ein Chemiestudium an der Technischen Universität Wien, das er 1921 mit einem Diplom als Ingenieur-Chemiker abschloss. Danach studierte er an der Universität Wien Musikwissenschaft bei Robert Lach, Alfred Orel und Robert Haas und promovierte 1934 mit der Dissertation Padre Martini als Lehrer und Theoretiker. Er ergänzte sein Studium mit Privatstunden bei Alban Berg und Anton Webern in Musiktheorie und Komposition und arbeitete für mehrere Wiener und ausländische Zeitungen als Musikkritiker. 
Auf Bergs Anregung hin gab er die Zeitschrift 23 – eine Wiener Musikzeitschrift heraus, die sich für die Neue Musik und insbesondere für die Wiener Schule einsetzte. 1938, nach dem „Anschluss Österreichs“, wurde 23 von den Nationalsozialisten verboten. Im selben Jahr emigrierte Reich in die Schweiz und lebte bis 1947 als Musikforscher und freier Schriftsteller in Basel. Ab 1948 war er Musikkritiker bei der Neuen Zürcher Zeitung und wirkte von 1959 bis 1970 als Lehrbeauftragter für Musikgeschichte und Musiktheorie an der ETH Zürich, an der er 1967 zum Professor ernannt wurde. 1961 erhielt er die Schweizer Staatsbürgerschaft. 1968 wurde er mit der Hans-Georg-Nägeli-Medaille der Stadt Zürich ausgezeichnet. 
Willi Reich starb am 1. Mai 1980 in Zürich.
Zu den bedeutendsten Werken Reichs, die heute noch als grundlegend gelten, gehören zwei Monografien über Alban Berg (1937 und 1963, die erste Version in Zusammenarbeit mit Theodor W. Adorno) und jeweils ein Buch über Webern und Arnold Schönberg (1968). Zudem verfasste er Monografien über Richard Wagner, Béla Bartók und andere Komponisten, häufig in der Form von Selbstzeugnissen und zeitgenössischen Dokumenten. Beispiele dafür sind die im Zürcher Manesse Verlag erschienenen Bände über Mozart (1948), Bach (1957), Chopin (1959), Haydn (1962), Beethoven (1963), Schumann (1967), Mendelssohn (1970), Schubert (1971) und Brahms (1975). 1952 inszenierte er in Neapel Schönbergs Oper Von heute auf morgen, 1953 führte er am Stadttheater Basel Regie bei Donizettis Don Pasquale. 
Sein Nachlass in der Zentralbibliothek Zürich enthält unter anderem eine reiche Korrespondenz mit Helene Berg, der Witwe von Alban Berg.
Seine Übersetzungen von Stücken August Strindbergs sind in der Schweizerischen Nationalbibliothek zu finden.

## Schriften (Auswahl)
- Alban Berg – Leben und Werk. Atlantis, Zürich 1963; Neuauflage: Piper, München 1985.